# Дзичканец, Борис Алексеевич

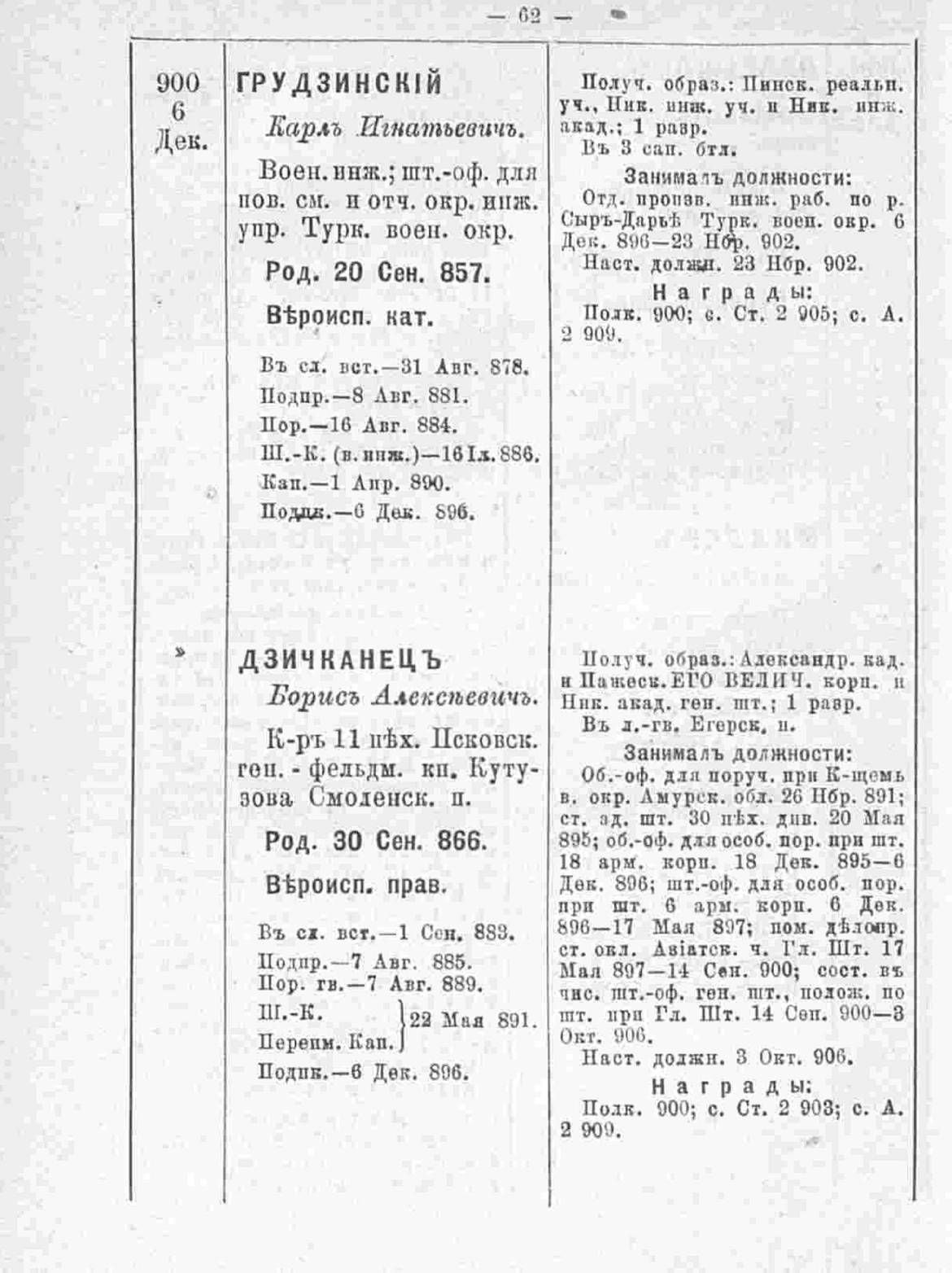
Данные Алексея Иосифовича на странице 62, из «Списка полковникам… на 1910 год».

Борис Алексеевич Дзичканец (30 сентября (12 октября) 1866 — ?) — генерал-лейтенант Российской императорской армии, участник Первой мировой и Гражданской войн.
Кавалер Георгиевского оружия. После октябрьской революции перешёл на сторону Белого движения. Затем эмигрировал в Югославию. Сын генерала от инфантерии Алексея Дзичканеца.

## Биография
Борис Дзичканец родился 30 сентября 1866 года в семье генерала от инфантерии Алексея Иосифовича Дзичканеца, помимо него в семье было ещё шесть детей. По вероисповеданию был православным. В 1883 году окончил Александровский кадетский корпус
1 сентября 1883 года вступил на службу в Российскую императорскую армию. В 1886 году окончил Пажеский корпус, откуда был выпущен в лейб-гвардии Егерский полк со старшинством в чине подпоручика гвардии, с 7 августа 1885 года. 7 августа 1889 года получил старшинство в чине поручика гвардии. В 1891 году окончил Николаевскую академию Генерального штаба по 1-му разряду. 22 мая 1891 года получил старшинство в чине штабс-капитана гвардии с переименованием в капитаны Генерального штаба. Отбывал лагерный сбор в Петербургском военном округе, а затем состоял при Приамурском военном округе. С 26 ноября 1891 года по 20 мая 1895 года был обер-офицером для поручений при командующем войсковой Амурской области. С 4 декабря 1893 года по 10 декабря 1894 года отбывал цензовое командование ротой во 2-м Восточно-Сибирском линейном батальоне. С 20 мая по 18 декабря 1895 года был старшим адъютантом штаба 30-й пехотной дивизии. С 18 декабря 1895 года по 6 декабря 1896 года был обер-офицером для особых поручений при штабе 18-го армейского корпуса. 6 декабря 1896 года получил старшинство в чине подполковника. С 6 декабря 1896 года по 17 мая 1897 года занимал должность штаб-офицера для особых поручений при штабе 6-го армейского корпуса. С 17 мая 1897 года по 14 сентября 1900 года был помощником делопроизводителя старшего оклада Азиатской части Главного штаба. С 14 сентября 1900 года по 3 октября 1906 года состоял в числе штаб-офицеров Генерального штаба положенных по штату при Главном штабе. В 1900 году «за отличие» получил чин полковника, со старшинством с 6 декабря того же года. С 18 мая по 24 сентября 1904 года отбывал цензовое командование в 141-м пехотном Можайском полку. С 3 октября 1906 года по 13 мая 1910 года занимал должность командира 11-го пехотного Псковского полка. В 1910 году «за отличие» был произведён в генерал-майоры, со старшинством с 13 мая того же года. С 13 мая 1910 года занимал должность командира 2-й бригады 1-й гренадерской дивизии.
Принимал участие в Первой мировой войне. По состоянию на 27 октября 1914 года находился в том же чине и в той же должности. С 3 апреля 1915 года был командующим 29-й пехотной дивизии 20-го армейского корпуса. 17 ноября 1915 года «за отличие в делах» был произведён в генерал-лейтенанты, со старшинством с 16 апреля того же года и был утверждён в должности начальника этой дивизии. По состоянию на 10 июля 1916 года служил в том же чине и должности.
После Февральской революции солдаты отстранили Бориса Дзичканеца от должности и 22 апреля 1917 года он был зачислен в резерв чинов при штабе Минского военного округа. 2 июня того же года Дзичканец стал командиром 50-го армейского корпуса 2-й армии Западного фронта, а 22 октября был переведён на должность командира 3-го армейского корпуса 10-й армии того же фронта. После октябрьской революции Дзичканец уехал на Юг России. 19 сентября 1919 года он был зачислен в резерв чинов при штабе главнокомандующего Вооружённых сил Юга России. 25 марта 1920 года Борис Алексеевич был эвакуирован из Новороссийска и после поражения Белой армии эмигрировал в Югославию. До марта 1930 года был главой Белоцерковского отдела Общества русских офицеров. Переехал в Кнежево. По состоянию на 1940 год проживал в Панчево.

## Семья
Борис Алексеевич состоял в браке и имел двух детей.

## Награды
Борис Алексеевич Дзичканец был удостоен следующих наград:
- Георгиевское оружие (Высочайший приказ от 26 апреля 1916) — за то, что 12-го Октября 1914 года с двумя полками, несмотря на убийственный ружейный и артиллерийский огонь противника и непрерывный ряд энергичных атак, производившихся днем и ночью превосходными силами противника, удержал позиции у д. Грабова.
- Орден Святого Владимира 2-й степени с мечами (26 апреля 1916);
- Орден Святого Владимира 3-й степени (31 января 1913);
- Орден Святой Анны 1-й степени с мечами (23 сентября 1915);
- Орден Святой Анны 2-й степени (28 января 1909);
- Орден Святой Анны 3-й степени (1898);
- Орден Святого Станислава 1-й степени с мечами (27 октября 1914);
- Орден Святого Станислава 2-й степени (1903);
- Орден Святого Станислава 3-й степени (1893).